# Epalpus bolivianus
Epalpus bolivianus är en tvåvingeart som beskrevs av Bischof 1904. Epalpus bolivianus ingår i släktet Epalpus och familjen parasitflugor.
Artens utbredningsområde är Peru. Inga underarter finns listade i Catalogue of Life.